# نظرية العوالم الثلاثة

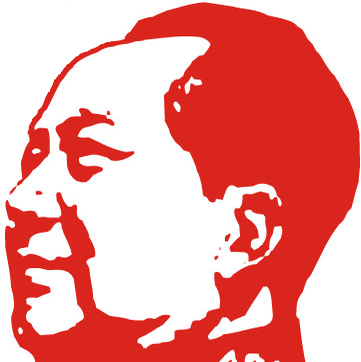
ماو تسي تونغ

طورت نظرية العوالم الثلاثة (بالصينية المبسطة: 三个世界的理论، وبالصينية التقليدية: 三個世界的理論، وبلغة بن-ين: Sān gè Shìjiè dì Lǐlùn) من قبل القائد الشيوعي الصيني ماو تسي تونغ حيث افترض وجود ثلاث عوالم سياسية-اقتصادية تحكم العلاقات الدولية، العالم الأول هو القوى العظمى والعالم الثاني هو حلفاء القوى العظمى والعالم الثالث هو دول حركة عدم الانحياز.
من الواضح أن ماو تسي تونغ كان يقصد الولايات المتحدة الأمريكية والاتحاد السوفيتي في مجموعة دول العالم الأول. ثم في العام 1974 قام نائب رئيس مجلس الوزراء دينج شياو بينج بشرح نظرية العوالم الثلاث في حديث له في الأمم المتحدة، شارحًا التحالفات السياسية-الاقتصادية لجمهورية الصين الشعبية مع الجناح اليميني والحكومات الرجعية في أواخر السبعينيات ووالثمانينيات من القرن العشرين.
نظرية العوالم الثلاث التي طورها ماو تسي تونغ تختلف عن النظرية الغربية للعوالم الثلاث. فالنظرية الغربية تقول أن العالم الأول هو الولايات المتحدة الأمريكية وحلفاؤها والعالم الثاني هو الاتحاد السوفيتي وحلفائه والعالم الثالث هي الدول الحيادية وغير المنضمة لأي من الحلفين.
بعض المنظمات والأحزاب السياسية المنتمية لتيار اللاتحريف لم تعجبها نظرية العوالم الثلاث ولاحقًا في ألبانيا قام أنور خوجة قائد حزب العمال الألباني بتقديم وممارسة قاعدة إيديولوجية أساسية ونمط حكم أيديولوجي بديل بعيدًا عن نظرية العوالم الثلاث وعن الحزب الشيوعي السوفيتي. بعد جدل طويل قامت العديد من الأحزاب التي كانت متحالفة مع الحزب الشيوعي الصيني بتغيير ولائها لصالح حزب العمال الألباني.

## نقد النظرية
خلال سبعينيات القرن العشرين، وجه حزب العمل الألباني بقيادة أنور خوجة نقدًا علنيًا لنظرية العوالم الثلاثة، واصفًا إياها بالنظرية الشوفينية المعادية للينينية. شرحت أعمال أنور خوجة هذه الانتقادات بالتفصيل، بما في ذلك نظرية الثورة وممارستها والإمبريالية والثورة، بالإضافة إلى نشر هذه الانتقادات في صحيفة صوت الشعب (زيري وبوبوليت) التابعة لحزب العمل الألباني. لعب نشر هذه الأعمال وما لحق ذلك من انتقادات نشطة لنظرية العوالم الثلاثة في وسائل الإعلام الألبانية دورًا هامًا في الانقسام الأيديولوجي المتفاقم بين ألبانيا والصين الذي بلغ ذروته في النهاية بإدانة ألبانيا لجمهورية الصين الشعبية والماوية بوصفهما تحريفيتين.